# Пилова смуга (астрономія)

Галактика Сомбреро має добре помітну пилову смугу.

Пилова смуга складається з відносно щільних хмар міжзоряного пилу, що затемнюють світло і тому спостерігаються як темна смуга на тлі яскравіших об'єктів, особливо галактик. Такі пилові смуги зазвичай можна побачити в спіральних галактиках, спостережуваних з ребра. Через сильне поглинання в пилу світло в цій області зменшується на кілька зоряних величин. У Чумацькому Шляху це ослаблення видимого світла робить неможливим спостереження зір за Великим Провалом через балдж навколо галактичного центру. Пил і газ, що знаходиться в пилових смугах, слугують матеріалом для утворення зір і планет.